# Bill Moseley
William Moseley (ur. 11 listopada 1951 w Stamford w stanie Connecticut) – amerykański aktor filmowy i telewizyjny.

## Wybrana filmografia
- 1986: Teksańska masakra piłą mechaniczną 2 jako 'Chop-Top' Sawyer
- 1988: Plazma jako żołnierz w kanalizacji
- 1989: Różowy cadillac jako Darrell
- 1989: Cicha noc, śmierci noc III: Przygotuj się na najgorsze jako Richard "Ricky" Caldwell
- 1990: Noc żywych trupów jako Johnnie
- 1991: Biały Kieł jako Luke
- 1992: Kochanie, zwiększyłem dzieciaka jako Marshal (policjant)
- 1992: Armia ciemności jako kapitan Deadite
- 1993: Mr. Jones jako pracownik
- 1994: Ucieczka gangstera jako
- 2003: Dom tysiąca trupów jako Otis B. Driftwood
- 2005: Bękarty diabła jako Otis B. Driftwood
- 2008: Repo! The Genetic Opera jako Luigi Largo
- 2009: The Haunted World of El Superbeasto jako Otis Driftwood (głos)
- 2010: Zemsta Południa jako major Buckman
- 2013: Piła mechaniczna 3D jako Drayton Sawyer
- 2019: 3 from Hell jako Otis B. Driftwood